# 김남종
김남종(1990년 ~)은 대한민국의 가수다. 2022년 싱글 《Red Brick House》로 데뷔했다.

## 방송
- 히든싱어 2 (2013) - 박진영 편 3위

## 음반
- Red Brick House (2022)
- 안나라수마나라 OST (2022)
- I'm in love (2022)